# Saison 1 de 101, rue des Dalmatiens
 (juillet 2019).
Si vous disposez d'ouvrages ou d'articles de référence ou si vous connaissez des sites web de qualité traitant du thème abordé ici, merci de compléter l'article en donnant les références utiles à sa vérifiabilité et en les liant à la section « Notes et références ».
Cet article résume la liste des épisodes de la première saison de la série d'animation britannique 101, rue des Dalmatiens diffusée en avant-première le 14 décembre 2018, puis officiellement diffusée depuis le 18 mars 2019 sur Disney Channel. 
En France, elle diffusée en avant-première le 16 décembre 2018, puis débute officiellement le 18 mars 2019 sur Disney Channel France.

## Épisodes
| No. de série | No. de saison | Titres (français & anglais)                                     | Réalisation     | Scénario                       | Première diffusion                             | Première diffusion               | Code prod. |
| --- | ------------- | --------------------------------------------------------------- | --------------- | ------------------------------ | ---------------------------------------------- | -------------------------------- | ---------- |
| 1a | 1a            | Le Meilleur Ami du Chien Dog's Best Friend                      | Miklos Weigert  | Giles Pilbrow                  | 14 décembre 2018 (avant-première) 18 mars 2019 | 16 décembre 2018                 | 101A       |
| Après avoir vu le maître de Clarissa en train de faire les tâches ménagères, Dizzy et Dee Dee aident Dylan à se faire un « humain de compagnie » afin de l'aider dans ses tâches ménagères. |               |                                                                 |                 |                                |                                                |                                  |            |
| 1b | 1b            | La Nuit qui fait « Boum ! » Boom Night                          | Miklos Weigert  | Kirsty Peart et Jess Kedward   | 18 mars 2019                                   | 16 décembre 2018                 | 101B       |
| Lorsque Doug verrouille la maison et demande à Dylan de protéger tout le monde, Dolly parvient à se faufiler. Dylan tente de surmonter sa peur de « La nuit qui fait boum » afin de la retrouver. |               |                                                                 |                 |                                |                                                |                                  |            |
| 2a | 2a            | Le Pouvoir des chiots Power to the Puppies                      | Miklos Weigert  | Baljeet Rai                    | 19 mars 2019                                   | 18 mars 2019                     | 102A       |
| Dylan et Dolly se disputent leurs styles de chiot très différents et organisent une élection à la volée pour décider qui est le meilleur chien. Cependant, Diesel, le leader le moins approprié, gagne. |               |                                                                 |                 |                                |                                                |                                  |            |
| 2b | 2b            | Un Chien royal Who the Dog Do You Think You Are ?               | Miklos Weigert  | Ciarán Morrison et Mick O'Hara | 20 mars 2019                                   | 19 mars 2019                     | 102B       |
| Dylan découvre son héritage royal et Clarissa se lance dans un projet visant à en faire un prince pour son propre bénéfice. |               |                                                                 |                 |                                |                                                |                                  |            |
| 3a | 3a            | Hors des sentiers battus Walking on the Wild Side               | Miklos Weigert  | Ciarán Morrison et Mick O'Hara | 21 mars 2019                                   | 20 mars 2019                     | 103A       |
| Après que Dolly taquine Dylan d’être trop domestique, Dylan est déterminé à lui montrer qu’il peut être sauvage. |               |                                                                 |                 |                                |                                                |                                  |            |
| 3b | 3b            | Peut contenir des noisettes May Contain Nuts                    | Miklos Weigert  | Giles Pilbrow                  | 25 mars 2019                                   | 21 mars 2019                     | 103B       |
| Dolly est inspirée par Sid, le maître du parkour, et le supplie de lui montrer quelques gestes. |               |                                                                 |                 |                                |                                                |                                  |            |
| 4a | 4a            | La fête foraine d'hiver Winter Funderland                       | Miklos Weigert  | Nicole Paglia                  | 26 mars 2019                                   | 22 mars 2019                     | 104A       |
| Lorsque la tempête de neige du siècle ne se déroule pas comme prévu, Dolly prend les choses en mains et transforme la maison en un pays des merveilles glacé. |               |                                                                 |                 |                                |                                                |                                  |            |
| 4b | 4b            | Jour de neige Snow Day                                          | Miklos Weigert  | Josh Sager et Jerome Simpson   | 27 mars 2019                                   | 25 mars 2019                     | 104B       |
| Londres est bloqué à cause de la neige, aussi la famille s'amuse ; mais une crise survient lorsque Dylan et Dolly doivent préparer toute la famille. |               |                                                                 |                 |                                |                                                |                                  |            |
| 5a | 5a            | L'union parfaite Perfect Match                                  | Miklos Weigert  | Kirsty Peart et Jess Kedward   | 28 mars 2019                                   | 26 mars 2019                     | 105A       |
| Dylan est pétrifié lorsque la meilleure amie de Dolly, Roxy, lui dit qu'elle a le béguin pour lui. Dolly force Dylan et Roxy à se rapprocher, mais commence à le regretter rapidement. |               |                                                                 |                 |                                |                                                |                                  |            |
| 5b | 5b            | Tout feu, tout flamme All Fired Up                              | Miklos Weigert  | Suzanne Lang                   | 1er avril 2019                                 | 27 mars 2019                     | 105B       |
| Dolly se met au travail avec Doug, s'attendant à des sensations fortes en matière de lutte contre les incendies, mais est déçue de la monotonie qui règne là-bas. Ses tentatives pour égayer les choses se retournent contre elle, mais elle se rachète en aidant à sauver la situation. |               |                                                                 |                 |                                |                                                |                                  |            |
| 6a | 6a            | Plagiat poétique Poetry Scam                                    | Miklos Weigert  | Josh Sager et Jerome Simpson   | 2 avril 2019                                   | 6 mai 2019                       | 106A       |
| Dolly affirme qu'elle a écrit les poèmes de Dylan pour impressionner Hansel. Les choses échappent à tout contrôle lorsqu'elle se retrouve dans un spectacle de slam de poésie. |               |                                                                 |                 |                                |                                                |                                  |            |
| 6b | 6b            | Coup de foudre Crushed Out                                      | Miklos Weigert  | Kirsty Peart et Jess Kedward   | 3 avril 2019                                   | 7 mai 2019                       | 106B       |
| Dylan est désespéré de gagner son énorme béguin, le hot-dog Portia, mais quand il finit par avoir la fille, il faut faire attention à ce que vous souhaitez. |               |                                                                 |                 |                                |                                                |                                  |            |
| 7a | 7a            | Soirée entre filles Girl's Night Out                            | Miklos Weigert  | Jacqueline Moody               | 4 avril 2019                                   | 8 mai 2019                       | 107A       |
| Lorsque Dolly et Delilah se disputent à l'occasion de la fête des mères, Doug pense qu'une journée au spa canin les rapprochera. |               |                                                                 |                 |                                |                                                |                                  |            |
| 7b | 7b            | Ça tourne The Woof Factor                                       | Miklos Weigert  | Josh Sager et Jerome Simpson   | 22 avril 2019                                  | 9 mai 2019                       | 107B       |
| Dolly, Dylan et Deepak prennent la place des 3D dans une publicité pour des parfums et découvrent qu’être un mignon toutou est bien plus difficile qu’ils ne le pensaient. |               |                                                                 |                 |                                |                                                |                                  |            |
| 8 | 8             | Question de flair The Nose Job                                  | Miklos Weigert  | Giles Pilbrow                  | 23 avril 201924 avril 2019                     | 10 mai 201913 mai 2019           | 108        |
| Le parc est vandalisé et des indices accusent le 101, rue des Dalmatiens, ce qui fait que Dylan devient détective. Dylan pense qu'il peut diriger l'enquête seul, refusant l'aide de son petit frère Diesel, qui sait très bien renifler. - Note : C'est un double épisode. |               |                                                                 |                 |                                |                                                |                                  |            |
| 9a | 9a            | Concours de beauté My Fair Dolly                                | Miklos Weigert  | Maria O'Loughlin               | 25 avril 2019                                  | 14 mai 2019                      | 109A       |
| Lorsque Clarissa défie Dolly de se présenter comme une vedette à un concours de beauté, elle pousse les choses trop loin et devient folle de métamorphose, devient humaine et oublie presque ce qui compte le plus dans le processus. |               |                                                                 |                 |                                |                                                |                                  |            |
| 9b | 9b            | Les pucetiférés Flea-Mageddon                                   | Miklos Weigert  | Nicole Paglia                  | 29 avril 2019                                  | 15 mai 2019                      | 109B       |
| Quand une épidémie de puces se propage au 101, rue des Dalmatiens, Dylan passe à l’action en forçant les personnes infectées à être mises en quarantaine, mais la source de l’infestation s'avère plutôt surprenante. |               |                                                                 |                 |                                |                                                |                                  |            |
| 10a | 10a           | Parade royale A Right Royal Rumble                              | Jez Hall        | Ciarán Morrison & Mick O'Hara  | 17 août 2019                                   | 16 mai 2019                      | 110A       |
| Lorsque Clarissa tente de profiter de la visite royale à Camden Town, la révolution de Dolly provoque le chaos et met la pauvre Pearl dans l'embarras. |               |                                                                 |                 |                                |                                                |                                  |            |
| 10b | 10b           | Dal-Martiens Dal-Martians                                       | Jez Hall        | Ciarán Morrison & Mick O'Hara  | 18 août 2019                                   | 17 mai 2019                      | 110B       |
| Dolly et Dawkins font croire à Dylan qu'une invasion extraterrestre est imminente sur Camden Town. |               |                                                                 |                 |                                |                                                |                                  |            |
| 11a | 11a           | Buzz, Gloire et Trois D A Date with Destiny… Dallas and Déjà Vu | Jez Hall        | Giles Pilbrow                  | 24 août 2019                                   | 4 novembre 2019                  | 111A       |
| Dylan s'inquiète pour la sécurité des 3D lorsqu'elles participent à une série de cascades de plus en plus dangereuses pour une campagne publicitaire. |               |                                                                 |                 |                                |                                                |                                  |            |
| 11b | 11b           | Le Gourou Miaou The Wow of Miaow                                | Jez Hall        | Giles Pilbrow                  | 25 août 2019                                   | 5 novembre 2019                  | 111B       |
| En raison de la chatophobie de Dylan, le dévot de Guru-Miaow, Deepak, quitte son domicile et emménage avec son voisin félin, Constantin. |               |                                                                 |                 |                                |                                                |                                  |            |
| 12a | 12a           | Fenêtre sur chiens Fear Window                                  | Jez Hall        | Kirsty Peart et Jess Kedward   | 31 août 2019                                   | 7 novembre 2019                  | 112A       |
| Dolly se couche et s'amuse en espionnant les voisins. |               |                                                                 |                 |                                |                                                |                                  |            |
| 12b | 12b           | Chiens sauvages The Dog House                                   | Jez Hall        | Jacqueline Moody               | 1er septembre 2019                             | 8 novembre 2019                  | 112B       |
| Clarissa incite les Dalmatiens à se déchaîner. |               |                                                                 |                 |                                |                                                |                                  |            |
| 13 | 13            | Un été mémorable A Summer to Remember                           | Frédéric Martin | Giles Pilbrow                  | 7 septembre 2019                               | 28 août 2019                     | 115        |
| Les Dalmatiens passe des vacances aux Cournailles. Ils rencontrent un surfeur nommé Spike, et une amatrice de plage intelligente, nommée Summer. Bessie tente de tuer les Dalmatiens en les mettant dans une tempête. - Note : C'est le deuxième double-épisode à être diffusé entièrement. |               |                                                                 |                 |                                |                                                |                                  |            |
| 14a | 14a           | Le jour de la soif Long Tongue Day                              | Jez Hall        | Ciarán Morrison et Mick O'Hara | 8 septembre 2019                               | 11 novembre 2019                 | 113A       |
| Les chiots se dirigent vers l'étang le jour le plus chaud de l'année. Quand ils trouvent qu'il est plein, Dylan et Dolly trompent tout le monde en leur faisant croire qu'un kraken vit en dessous afin de l'avoir pour eux-mêmes. |               |                                                                 |                 |                                |                                                |                                  |            |
| 14b | 14b           | Léonarchiot Da Vinci Doggy Da Vinci                             | Jez Hall        | Nicole Paglia                  | 14 septembre 2019                              | 12 novembre 2019                 | 113B       |
| Le street art de Da Vinci fait sensation chez les humains à Camden Town. |               |                                                                 |                 |                                |                                                |                                  |            |
| 15 | 15            | Londres, nous avons un problème London We Have A Problem        | Jez Hall        | Maria O'Loughlin               | 15 septembre 2019                              | 14 novembre 201915 novembre 2019 | 114        |
| Hunter et Dylan deviennent amis lorsqu'ils découvrent un amour commun pour l'espace. Hunter a cependant l'intention de capturer les Dalmatiens, capturant Dorothy en premier. Après que Dorothy ait envoyé un message à Worldwide Woof à Dylan et Dolly, Hunter trompe Dylan en ayant un bien avec lui, puis en capturant les chiots dalmatiens. - Note : C'est le troisième double-épisode de la série. |               |                                                                 |                 |                                |                                                |                                  |            |
| 16a | 16a           | C'est ma fête ! It's My Party                                   | Jez Hall        | Suzanne Lang                   | 21 septembre 2019                              | 18 novembre 2019                 | 116A       |
| Dylan, Dolly et Diesel lancent une fête d'anniversaire pour les Trois D. |               |                                                                 |                 |                                |                                                |                                  |            |
| 16b | 16b           | Un renard dans la maison Fox in the Dog House                   | Frédéric Martin | Rebecca Hobbs                  | 22 septembre 2019                              | 19 novembre 2019                 | 116B       |
| Après que Fergus a été frappé par la planche à roulettes de Dolly, la famille Dalmatiens essaie de le faire se sentir mieux. |               |                                                                 |                 |                                |                                                |                                  |            |
| 17a | 17a           | L'intelligence artificielle Fetch                               | Jez Hall        | Suzanne Lang                   | 28 septembre 2019                              | 21 novembre 2019                 | 117A       |
| Dylan engage Fetch, une élégante assistante électronique pour l'aider à organiser le ménage. |               |                                                                 |                 |                                |                                                |                                  |            |
| 17b | 17b           | Le porte-bonheur Don't Push Your Luck                           | Frédéric Martin | Ciarán Morrison et Mick O'Hara | 29 septembre 2019                              | 22 novembre 2019                 | 117B       |
| Dolly veut gagner un concours, mais elle aura besoin de beaucoup de chance pour cela. |               |                                                                 |                 |                                |                                                |                                  |            |
| 18a | 18a           | La malédiction de Cerberus The Curse of the Ferrydog            | Miklos Weigert  | Giles Pilbrow                  | 3 février 2020                                 | 17 février 2020                  | 118A       |
| Lorsque Dylan découvre des objets anciens dans l'arrière-cour, Portia et Dante lui donnent une leçon terrifiante. |               |                                                                 |                 |                                |                                                |                                  |            |
| 18b | 18b           | Les murs sont vivants The Walls Are Alive                       | Frédéric Martin | Nicole Paglia                  | 3 février 2020                                 | 18 février 2020                  | 118B       |
| Les chiots disparaissent un à un. Est-ce que les murs les mangent ou quelque chose d'autre se passe-t-il? |               |                                                                 |                 |                                |                                                |                                  |            |
| 19a | 19a           | Des diamants pour les chiens Diamond Dogs                       | Jez Hall        | Rebecca Hobbs                  | 4 février 2020                                 | 19 février 2020                  | 119A       |
| Dolly et Dylan ont peur quand Dorothy semble avoir volé le collier en diamant de Clarissa. |               |                                                                 |                 |                                |                                                |                                  |            |
| 19b | 19b           | Chien policier Ride Along                                       | Frédéric Martin | Rebecca Hobbs                  | 4 février 2020                                 | 20 février 2020                  | 119B       |
| Dolly accompagne Pearl lors d'une tournée de patrouille et se rend compte qu'il y a beaucoup plus de travail policier qu'elle ne le pensait. |               |                                                                 |                 |                                |                                                |                                  |            |
| 20a | 20a           | Canicheloup ! Poodle Wolf                                       | Miklos Weigert  | Giles Pilbrow                  | 5 février 2020                                 | 21 février 2020                  | 120A       |
| L'esprit de Dylan devient prisonnier dans son jeu vidéo préféré, Canicheloup, car Dolly a saboté son jeu vidéo et elle doit trouver un moyen de le sortir du jeu vidéo. |               |                                                                 |                 |                                |                                                |                                  |            |
| 20b | 20b           | Une nuit interminable The Longest Night                         | Frédéric Martin | Giles Pilbrow                  | 5 février 2020                                 | 24 février 2020                  | 120B       |
| Dolly et ses copains donnent une leçon aux garçons lorsqu'ils sont exclus d'un voyage de camping réservé aux garçons. |               |                                                                 |                 |                                |                                                |                                  |            |
| 21a | 21a           | Exercice d'équilibriste Balancing Act                           | Jez Hall        | Kirsty Peart and Jess Kedward  | 6 février 2020                                 | 25 février 2020                  | 121A       |
| Dolly est piégée au sommet d'une caisse suspendue par une grue. |               |                                                                 |                 |                                |                                                |                                  |            |
| 21b | 21b           | Dawkins fait grève Dawkins Strikes Back                         | Frédéric Martin | Rebecca Hobbs                  | 6 février 2020                                 | 26 février 2020                  | 121B       |
| Dawkins est fatigué de ne pas être apprécié. |               |                                                                 |                 |                                |                                                |                                  |            |
| 22a | 22a           | La chute de Canicheloup Poodlefall!                             | Jez Hall        | Ishai Ravid                    | 10 février 2020                                | 27 février 2020                  | 122A       |
| Dans cette suite du 39e épisode, Hansel rejoint Dylan dans une quête dans Canicheloup: le jeu de société. |               |                                                                 |                 |                                |                                                |                                  |            |
| 22b | 22b           | La dalmadance Dotty Dancing                                     | Frédéric Martin | Kirsty Peart et Jess Kedward   | 10 février 2020                                | 28 février 2020                  | 122B       |
| Dylan demande à D.J. pour l'aider secrètement à apprendre à danser. |               |                                                                 |                 |                                |                                                |                                  |            |
| 23a | 23a           | Heureux à jamais Yappily Ever After                             | Jez Hall        | Ishai Ravid                    | 11 février 2020                                | 2 mars 2020                      | 123A       |
| Dolly effectue un coup qui finit par blesser Hugo, alors Delilah lui fait le remplacer comme l'humble servant de Clarissa. |               |                                                                 |                 |                                |                                                |                                  |            |
| 23b | 23b           | C-Factor D-Factor                                               | Frédéric Martin | Ciarán Morrison & Mick O'Hara  | 11 février 2020                                | 3 mars 2020                      | 123B       |
| Clarissa fait appel à Dylan pour se produire à la fête annuelle d'été. |               |                                                                 |                 |                                |                                                |                                  |            |
| 24 | 24            | Rêves de chiots Puppy Dreams                                    | Joonas Utti     | Maria O'Loughlin               | 20 février 2020                                | 6 mars 2020                      | 126        |
| Dylan, Dolly et les chiots ont une nuit de sommeil agitée. Leurs rêves sont remplis d'aventures dans l'espace, de farces à leurs voisins et de cours de danse! - Note : Cet épisode est une collection des courts métrages Fou-rire garanti formaté en un double-épisode. C'est également le dernier épisode produit pour la première saison bien qu'il ne soit pas le dernier à être diffusé.           |               |                                                                 |                 |                                |                                                |                                  |            |
| 25a | 25a           | L'enfer de Dante Dante's Iinferno                               | Jez Hall        | Giles Pilbrow                  | 22 février 2020                                | 4 mars 2020                      | 124A       |
| Lorsque l'une des prédictions de Dante se réalise, il commence à prendre des risques et se met en danger. - Note : Ceci est un épisode en dehors d'un épisode d'une demi-heure. |               |                                                                 |                 |                                |                                                |                                  |            |
| 25b | 25b           | Mieux vaut un mal connu Better the De Vil You Know              | Jez Hall        | Giles Pilbrow                  | 22 février 2020                                | 5 mars 2020                      | 124B       |
| Hunter a pour mission d'obtenir le manteau de fourrure de Cruella. - Note : Ceci est un épisode en dehors d'un épisode d'une demi-heure, ainsi que du dernier épisode régulier de la première saison. |               |                                                                 |                 |                                |                                                |                                  |            |
| 26 | 26            | Le diable s'habille en chiot The De Vil Wears Puppies           | Frédéric Martin | Maria O'Loughlin               | 22 février 2020                                | 6 mars 2020                      | 125        |
| Le 101 rue des Dalmatiens est en état de siège lorsque l'ennemi de la famille Dalmatien revient. Seront-ils tous transformés en manteau de fourrure, ou tout le monde s'unira-t-il pour vaincre son plus grand ennemi ? - Note : Il s'agit d'un épisode spécial d'une durée d'une heure. |               |                                                                 |                 |                                |                                                |                                  |            |